# Erdélyi Levelek
Erdélyi Levelek politikai és kritikai hetilap Marosvásárhelyen. Megjelent 1921. január 29-től február 19-ig, számonként mindössze két oldalon.

## Szerkesztő, munkatársak, témák
Szerkesztő Osvát Kálmán, aki a lap anyagának nagy részét írta, munkatárs többek közt Berde Mária, Maetz Ervin, Molter Károly, Székely József. A romániai magyar újságírás egyik legelső színvonalas és haladó, de egyben legrövidebb életű lapja. Uram! c. esszé-leveleiben Osvát már ekkor élesen szembeszállt a nemzeti elzárkózással, leszögezve: "...emberi és szabadságjogaimat tizenkétmillió románnal (s nem tudom mennyi szásszal) együtt akarom védeni... Vannak barátaink. Nem látjuk őket, igaz, de nem kevésbé igaz, hogy nem is keressük őket. Osztálytagozódásunk itt még segítségünkre lesz. A román társadalom nem kevésbé tagozott. (Lám, a nem dolgozók már egymásra találtak!)... A mindent nivelláló demokráciához értünk." 
A "Revü" c. rovatban Molter Károly a fehérterror idején lemondásra kényszerített Beöthy Zsolt esetére reflektál; az Adyért c. nyilatkozatban, melyet Berde Mária fogalmazott és szinte minden baloldali értelmiségi aláírt Marosvásárhelyen, a lap kiáll a költő igazáért. A könyvrecenziók közt Áprily Lajos elismerését ugyanúgy megtaláljuk, mint Jászi Oszkár vagy Gábor Andor emigrációs írásainak méltatását.